# スウィート・ロレイン
「スウィート・ロレイン」（Sweet Lorraine）は、1928年に発表されたジャズ・スタンダード。作曲はクリフ・バーウェル、作詞はミッチェル・パリッシュ。

## 収録を行った主なアーティスト
- ナット・キング・コール[2]
- フランク・シナトラ
- テディ・ウィルソン
- オスカー・ピーターソン[3]
- トニー・ベネット
- アート・テイタム
- ジューン・クリスティ
- カサンドラ・ウィルソン[4]